# تيلر ديريتش
تيلر ديريتش (بالإنجليزية: Tyler Deric)‏ (30 أغسطس 1988 بسبرينغ في الولايات المتحدة - ) هو لاعب كرة قدم أمريكي في مركز حراسة المرمى. لعب مع هيوستن دينامو وسان أنتونيو سكوربيونز وRio Grande Valley FC Toros ‏ وAustin Aztex FC ‏.

## وصلات خارجية
- تيلر ديريتش على موقع الدوري الأمريكي (الإنجليزية)
- تيلر ديريتش على موقع قاعدة بيانات كرة القدم.إي يو (الإنجليزية)
- تيلر ديريتش على موقع Soccerbase.com (لاعب) (الإنجليزية)
- تيلر ديريتش على موقع Soccerway.com (الإنجليزية)
- تيلر ديريتش على موقع عالم كرة القدم.نت (الإنجليزية)
- تيلر ديريتش على موقع AS.com (الإسبانية)